# أحزاب سياسية ليبية
كانت السياسة الليبية في حالة تقلب مستمر منذ انهيار الجماهيرية العربية الليبية في عام 2011 ، فضلاً عن الحرب الأهلية الأخيرة والعديد من العناصر الجهادية والقبلية التي تسيطر على أجزاء من البلاد. في 10 مارس 2021 تشكلت حكومة الوحدة الوطنية من خلال توحيد حكومة عبد الله الثني الثانية وحكومة الوفاق الوطني لمواجهة معارضة جديدة من حكومة الاستقرار الوطني حتى أكد منتدى الحوار السياسي الليبي استمرار وقف إطلاق النار.
في 18 ديسمبر 2015، وقع أعضاء مجلس النواب والمؤتمر الوطني العام الجديد اتفاقية سياسية. وبموجب شروط الاتفاقية تشكل مجلس رئاسي مكون تسعة أعضاء وحكومة مؤقتة من سبعة عشر عضوًا من الوفاق الوطني ، بهدف إجراء انتخابات جديدة في غضون عامين، على أن يستمر مجلس النواب في الوجود كهيئة تشريعية واستشارية تُعرف باسم مجلس الدولة، وقد تم تشكيله من أعضاء يرشحهم المؤتمر الوطني العام الجديد.

## الأحزاب السياسية في ليبيا قبيل الاستقلال
بعد خمود جذوة النضال العسكري في ليبيا من أجل الاستقلال بوفاة شيخ الشهداء عمر المختار بدأت أنظار الليبيين تتوجه نحو العمل السياسي خاصة مع تداعيات المراحل الأخيرة في الحرب العالمية الثانية وبروز دور الأمم المتحدة كمنصة دولية للمطالبة بحقوق الشعوب المقهورة.
و لكي نستفيد من تجارب أجدادنا في النضال السياسي ونتجنب المطبات التي أودت بالحياة السياسية السليمة في ليبيا بعد الاستقلال نطرح في عجالة جوانب من تاريخ النضال السياسي الليبي قبيل الاستقلال.

## نشأة العمل السياسي
بسبب اتساع رقعة الأراضي الليبية وقلة السكان وانخفاض مستوى التعليم وسوء وسائل الاتصالات بدأ العمل
السياسي في ليبيا مشتتا ومبعثرا بين الأقاليم وداخل نفس الإقليم، فتكونت أحزاب كان هدفها الأول على ما يبدو هو الوصول إلى سدة الحكم أو تحقيق بعض المصالح الشخصية أو الجهوية أو القبلية وبالتالي تشرذمت واندثرت في وقت قصير وسهل على الدولة حصارها والتخلص منها.
أما الحركات السياسية ذات المحتوى الأيديولوجي فعاشت مدد تتناسب مع عمقها الفكري والشعبي ولكنها بقيت أسيرة لدوائر مغلقة بسبب تدني مستوى الوعي الجماهيري بأهميتها بسبب الجهل والأمية المتفشية في الشعب الليبي.
فلا معنى للديمقراطية في شعب لا يقرأ الصحف ولا يتفاعل مع الأحداث ويفضل السلبية،
و لا معنى للديمقراطية في حكومة لا تحترم الرأي العام ولا تحترم حقوق المواطنين،
و لا قيمة لانتخابات يبيع فيها المواطن صوته مقابل دراهم معدودات يشتري خبزا يقتل به جوعه أو ماء يسقي به ظمأه.
و لا معنى لقضاء مستقل إذا كان الناس يفضلون أعراف القبائل في المصالحات الشعبية ويتركون القضاء العادل.
و لا معنى لأحزاب سياسية تختفي من الساحة مثل ما تظهر فيها، كريشة في مهب الريح لا وزن لها في قلوب أعضائها.
و لا قيمة لحركات سياسية تدعو إلى الديمقراطية وسلمية تداول السلطة ولكنها لا تطبق هذا في أطرها التنظيمية بل تتحول إلى تشكيلات قبلية أو عائلية يتم توارثها بين الأهل والأصهار.

## الحركات السياسية في إقليم برقة
برقة اسم يطلق على الإقليم الشرقي من ليبيا واشتهر هذا الاسم بعد الفتح الإسلامي ويصف الساحل الممتد من المرج إلى بنغازي وكانت في قديم الزمان تعرف بسيرينايكا نسبة إلى دولة الإغريق في سيرين والتي تعرف الآن بشحات أو قورينا، وتمتد من أمساعد على الحدود المصرية شرقا إلى قرية بن جواد غربا على الساحل الليبي. وأهم ما يميز أهاليها هو التجانس الاجتماعي وحب الاجتماع على القيادات الشعبية أو السياسية أو الدينية، والكرم العربي الأصيل والإيثار على النفس والتمسك بالعادات والتقاليد العربية. ولهذه الأسباب برز فيها عدد قليل من الحركات السياسية.
1-جمعية عمر المختار
تأسست جمعية عمر المختار في مصر في 31 يناير 1942 على يد عدد من النشطاء السياسيين الليبيين في المهجر، ثم تجدد إعلان تأسيسها في بنغازي في 4 أبريل 1943م وأفتتح لها فرع في مدينة درنة تميز بنشاط وحركية منقطعة النظير بقيادة الشاعر إبراهيم الأسطى عمر وكوكبة من الشباب المثقف. وتمكنت جمعية عمر المختار من السيطرة على الحراك السياسي والثقافي في مدينتي بنغازي ودرنة وبرز من بين أعضائها خيرة رجال الدولة الليبية واستمر نشاطها إلى أن صدر مرسوم بحل الأحزاب والحركات السياسية بناء على توصية من السفير البريطاني حسب ما أفادني به أحد قادة الجمعية. وكانت نقطة ضعف الجمعية هي عدم استيعاب أبناء البادية بين صفوفها وبالتالي أصبحوا موالين للملك بصفة دائمة وعلى خلاف معها.
2-الجبهة الوطنية البرقاوية
تأسست هذه الجبهة في اجتماع لزعماء قبائل السعادي في 1946م وكان هدفها المعلن هو الدعوة إلى استقال برقة والغير معلن هو محاولة سحب البساط من تحت أقدام جيل الشباب المثقف في جمعية عمر المختار الذي كان مصرا على استقلال ووحدة ليبيا بالكامل. وتم حلها عند ما دعا الأمير إدريس إلى إلغاء جميع الأحزاب في سنة 1947م.
3-رابطة الشباب الليبي
أسست هذه الرابطة بتوجيه من رجال الأمير المعتدلين لكي تستقطب الشباب من جمعية عمر المختار وكان أبرز قادتها السيد صالح بويصير ولكنها فشلت في مهمتها وانتهى دورها مع قرار الأمير بحل الأحزاب، وتمثل فيها الصراع بين جيل الوحدة الليبية وقدامى الموالين للقصر وأصحاب النظرة البرقاوية الضيقة.
4-المؤتمر الوطنى البرقاوي
تأسس هذا المؤتمر سنة 1948 كي يوحد كل الحركات في مظلة واحدة تحت لواء الأمير، وربما كان هدفه الحقيقي احتواء شباب جمعية عمر المختار الذين أصروا على البقاء خارجه والاستمرار في العمل السياسي تحت راية الجمعية من أجل استقلال ليبيا الموحدة.
من كل ما تقدم يتضح بأن اللاعب الأساس في برقة كان جمعية عمر المختار وكل ما برز إلى جانبها كان محاولات من الدولة لإجهاضها والقضاء عليها، واعتقد أن إهمال الانتشار بين البدو مكن القصر من تحجيمها ثم تدجينها من خلال المناصب الحكومية ثم حلها مع بقية الأحزاب.

## الحركات السياسية في إقليم طرابلس الغرب
يتميز هذا الإقليم بتنافر مكوناته وتنافسها وتناحرها على مستوى العائلات والمناطق والعرقيات المختلفة بفعل سطوة السلاطين والأمراء الذين حكموا طرابلس عبر السنين بالإضافة إلى وجود عدد من القيادات الدينية والاجتماعية المتقاربة في القدرات وسيطرة الفكر الصوفي القديم على معظم مراكز التعليم الديني، وبروز عائلات متنفذة بسبب علاقاتها التاريخية بالخارج وتعاونها مع الأقليات الأجنبية في طرابلس. لكل هذه الأسباب لم تبرز في طرابلس زعامة سياسية تلتف حولها رجالات الإقليم وبدا واضحا في مشهدها السياسي تشرذم الحركات السياسية.
- 1-الحزب الوطني

تاسس هذا الحزب في طرابلس بزعامة السيد أحمد الفقيه حسن وهو من العائلات الطرابلسية العريقة سنة 1944م كتنظيم سري وتم الاعتراف به سنة 1946م، ولقد انبثق هذا الحزب عن أول نادي ثقافي يفتتح في طرابلس باسم«النادي الأدبي» وكان هدفه الأساسي هو استقلال ليبيا موحدة، ثم طرح الامر بأن تصبح تحت وصاية مصرية. ونشب خلاف حول موضوع الوصاية أدى إلى انشقاق أحمد الفقيه حسن وتولي مصطفى ميزران رئاسة الحزب الوطني، ومصطفى من العائلات الطرابلسية العريقة كذلك.
- 2-حزب الجبهة الوطنية المتحدة

أعلن تأسيس هذا الحزب رسميا بتاريخ 10 مايو سنة 1946م وأسندت زعامته إلى سالم المنتصر وضم الحزب عددا من وجهاء طرابلس وبعض المناطق القريبة منها مثل ترهونة وزوارة. ودعا هذا الحزب إلى استقلال ليبيا تحت زعامة إدريس السنوسي وله نشاط في هذا الشأن؛ غير انه اشترط عدم توريث الزعامة بعد إدريس السنوسي. ثم نشأت خلافات أدت إلى انشقاق سالم المنتصر من الحزب وتأسيس حزب آخر.
- 3-حزب الكتلة الوطنية

خرج هذا الحزب للوجود مع انشقاق أحمد الفقيه حسن عن الحزب الوطني حيث اسسه هو وأخيه على الفقيه حسن سنة 1946 وكانت ميول هذا الحزب جمهورية وبالتالى رفض زعامة إدريس السنوسي.
- 4-حزب الاتحاد المصري الطرابلسي

مؤسسي هذا الحزب اثنان انشقا عن حزب الكتلة الوطنية وهما الحاج يوسف المشيرقي وعلي رجب وحدث هذا في ديسمبر 1946م ودعا الحزب إلى استقلال ليبيا تحت التاج المصري، ولم يلق هذا الحزب تجاوبا في الداخل أو الخارج.
- 5-حزب العمال

تأسس هذا الحزب تحت زعامة بشير بن حمزة بعد فصله من حزب الكتلة الوطنية في سبتمبر 1947م. وقد دعا إلى استقلال ليبيا تحت زعامة السنوسيين.
- 6-حزب الأحرار

تكون هذا الحزب بزعامة الصادق بن زراع أحد وكلاء الحزب الوطني ودعا إلى استقلال ليبيا تحت أمرة إدريس السنوسي، لكن هذا الحزب لم ينرك أثرا في الحياة السياسية.
- 7-حزب الاستقلال

أسس هذا الحزب سالم المنتصر سنة 1948م مع عدد من أعضاء حزب الجبهة الوطنية الذين انشقوا عنها. وقد دعا الحزب إلى استقلال ليبيا وضرورة التفاهم مع إيطاليا في هذا الشأن مما أكسبه تأييد الجالية الإيطالية في طرابلس وأصبح لها دور في نشاط هذا الحزب.
- 8- هيئة تحرير ليبيا

تأسست هذه الهيئة بالقاهرة في مارس 1947م بزعامة السيد بشير السعداوي وبتأييد من الجامعة العربية ودعت إلى استقلال ليبيا دون الاعتراف بزعامة إدريس مما أدى إلى عدم تجاوب أبناء برقة معها ولكن بمرور الزمن اقتنع السعداوي بأهمية الدور السنوسي في المعادلة الليبية ودعا إلى استقلال ليبيا موحدة تحت إمارة سنوسية.
- 9-حزب المؤتمر الوطني الطرابلسي

نتج هذا الحزب عن اندماج الحزب الوطني والجبهة الوطنية المتحدة في شهر مايو سنة 1949م بزعامة بشير السعداوي وكان لهذا الحزب حضور كبير في الكثير من مناطق الإقليم وشارك في أول انتخابات نيابية.
من هذا العرض السريع تتضح مشكلة النشاط السياسي في طرابلس وما جاورها من مدن، فروح الانشقاق والتشرذم أفرزت تسعة أحزاب معروفة خلال خمسة سنوات ناهيك عن تلك التي ماتت في مهدها بعد بضعة شهور. ويبدو أن السبب الأساسي في كل هذه الحالات هو غياب الإطار الفكري الجامع فكل الحركات هدفها بسيط ومؤقت وهو الاستقلال وليس لها رؤية جامعة وقادرة على استقطاب الجماهير والمحافظة على ولائها.

## أول انتخابات بعد الاستقلال
بعد صدور قانون الانتخابات الذي أقرته الجمعية التأسيسية تحدد يوم 19 فبراير 1952 كموعد الاقتراع العام في أول انتخابات برلمانية بعد الاستقلال، وأخذت الأحزاب والهيئات السياسية تسعى للحصول على تأييد الناخبين وجرت الانتخابات في جو صاخب وأسفرت النتائج عن فوز جبهة الحكومة بأغلبية ساحقة أزعجت المراقبين السياسيين. ولقد تدخلت أجهزة الدولة في الانتخابات بما يحقق لها الأغلبية فغيرت بعض شيوخ القبائل الموالين للحركات الوطنية وأتت بمن يضمن أصوات الناخبين لمرشحي الحكومة وتم تزوير الانتخابات في بعض المناطق. وكان جليا للعيان أن التيار الموالي للدول الغربية والتبعية لها قد تمكن من تحجيم التيار الوطني الرافض للتبعية والقواعد الأجنبية. وحدثت اضطرابات كبيرة في طرابلس ومصراتة والمناطق المجاورة لطرابلس وواجهتها قوات البوليس التي دربها الإنجليز بعنف أدى إلى مقتل عشرة أشخاص وجرح حوالي 110 من المواطنين. ووضعت الحكومة المناطق المضطربة تحت رقابة البوليس واتهمت قيادة حزب المؤتمر الوطني بتحريض القبائل على انتزاع السلطة وقامت بنفي السيد بشير السعداوي إلى مصر. ووجه المؤتمر الوطني لطرابلس نداء للملك قال فيه«إن الشعب الليبي يرى في هذه الحقائق تأكيدا للنوايا السيئة لتلامذة النظام الفاشي وعصر الامبريالية السابقين الذين عانت البلاد من حكمهم الآلام والحرمان على مدى ثلاثين سنة».
و في يوم25 مارس سنة 1952 افتتح أول برلمان ليبي بحضور الملك إدريس الأول في مدينة بنغازي وألقى السيد محمود المنتصر رئيس الوزراء أول خطاب عرش في عهد الاستقلال.
من هذا العرض السريع نرى كيف لجئت الدولة إلى وأد الديمقراطية في مهدها وقبل أن يجف حبر إعلان الاستقلال ونيل الحرية الذي صدر منذ عشرة أسابيع فقط، وتسرب عملاء إيطاليا وتلاميذ الإنجليز إلى دواليب الدولة وتم إقصاء التيار الوطني ثم تحول الأمر إلى القضاء عليه بحل الأحزاب واغتيال النشاط السياسي الوطني في نفس السنة.

## قائمة بالاحزاب الليبية الرسمية
حزب المؤتمر الوطني الجديد
حزب العدالة والتقدم
• حزب السلام والازدهار
- تحالف القوى الوطنية
- التجمع الوطني الليبي
- تيار بالتريس الشبابي
- حزب العدالة والبناء
- حزب الوطن
- حزب الجبهة الوطنية
- حزب ليبيا المستقبل
- تجمع ليبيا الديمقراطية
- حزب الوفاق الليبي
- الحزب الوطني الليبي
- حزب التنمية والرخاء الديمقراطي
- الحزب الليبي للتنمية
- حزب الاستقلال المحافظ
- حزب الوسط الليبي
- حزب شباب ليبيا
- حزب التيار الوطني الوسطي
- حزب التضامن الليبي
- حزب التغيير
- حزب الليبيين الأحرار
- حزب القمة
- حزب التحرير الإسلامي